# Johann Georg Starcke

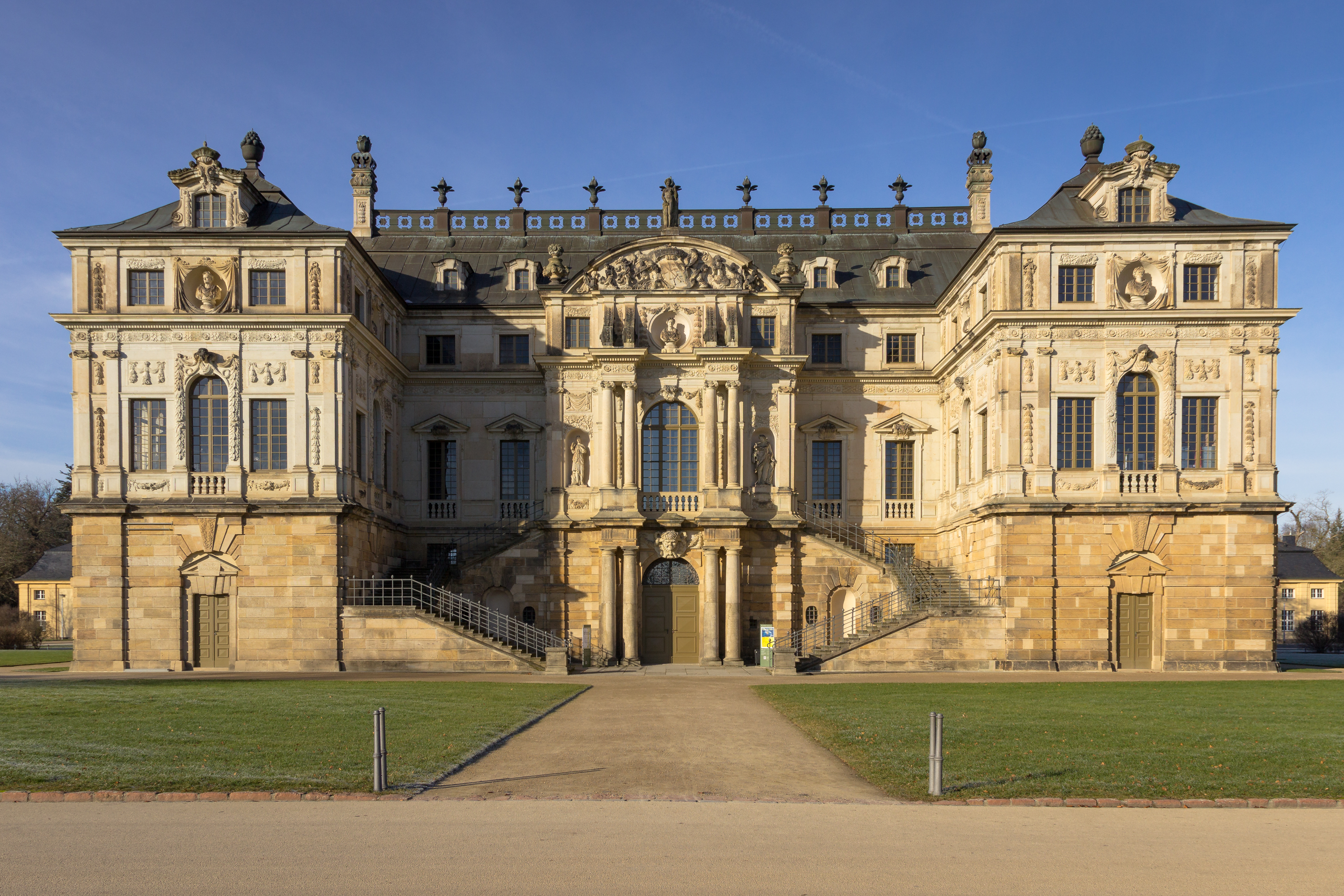
Palais im Großen Garten von Dresden (1678 bis 1683)

Johann Georg Starcke (* um 1630 in Magdeburg; † 5. Dezember 1695 in Dresden) war ein sächsischer Architekt und kursächsischer Baubeamter. Er verband italienische und französische Architektureinflüsse und gilt als eine führende Künstlerpersönlichkeit bei der Formierung einer barocken Zivilarchitektur in Sachsen.

## Leben

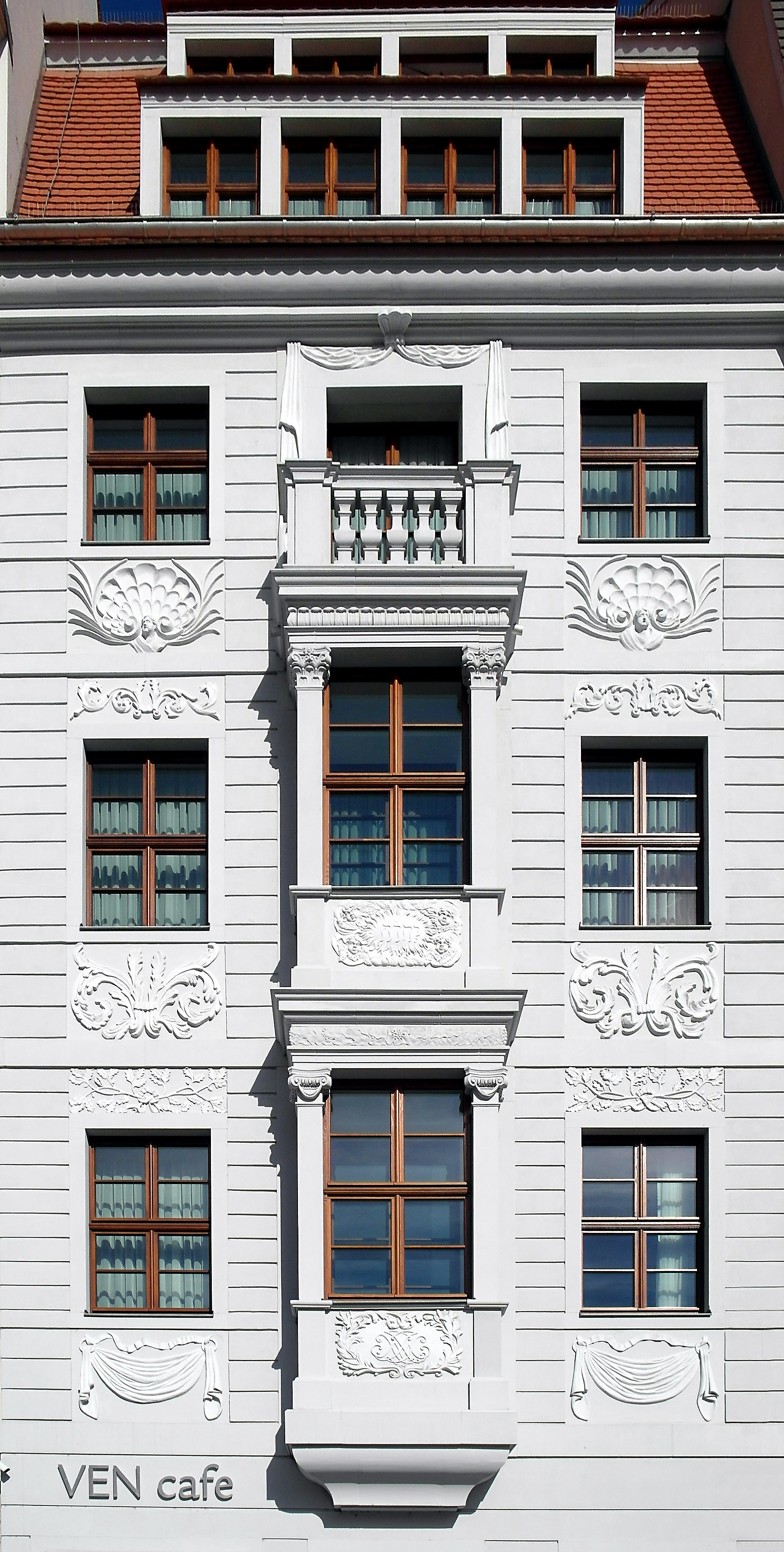
Haus Rampische Straße 9 in Dresden (Rekonstruktion der Fassade)

Johann Georg Starcke wurde um 1630 als Sohn eines Hauptmanns in Magdeburg geboren und hat wahrscheinlich eine anspruchsvolle militärische Ausbildung erhalten.
Am 12. März 1663 erhielt Starcke eine Anstellung als Ingenieur beim kursächsischen Oberbauamt am Hofe Johann Georgs II. in Dresden. Direkt nach seiner Einstellung wurde er auf eine vermutlich zweijährige Bildungsreise nach Italien geschickt. Nach der Trennung der Zuständigkeiten innerhalb des Oberbauamtes in militärische und zivile Bereiche 1671/72 wurde Starcke neben Michael Plancke zu einem der beiden Oberlandbaumeister ernannt und prägte bis zu seinem Tod das zivile Bauwesen in der Residenzstadt Dresden. Vermutlich war die neue Position mit einer Bildungsreise verbunden, die diesmal 1672/73 nach Belgien führte.
1665 heiratete er die Johanna Charitas geborene Mölich, die bis zum Jahre 1667 das Gut Eckersdorf besaß.
1683 kaufte seine Frau ein Haus in der Landhausstraße 13, das in den folgenden Jahren umgebaut wurde (1945 zerstört). Hier dürfte die Familie anschließend gewohnt haben.
Nach dem Tod des Oberinspektors des kursächsischen Bauwesens Wolf Caspar von Klengel wurde Starcke 1691 von Johann Georg III. zu dessen Nachfolger bestimmt. Auch dessen Nachfolger Johann Georg IV. und Friedrich August I. bestätigten Starcke bis zu seinem Tod in dieser Position.
Bei seinem Tod 1695 war er ein wohlhabender Mann, der eine große Bibliothek und eine Kunstsammlung besaß.

## Werk
1669 leitete er – als geheimer Kämmerer und Ingenieurhauptmann – die Bauarbeiten im Italienischen Garten in Dresden und war neben Klengel an dem Entwurf des dortigen villenartigen Lusthauses beteiligt.
1676 bis 1684 errichtete Starcke das heute als sein Hauptwerk geltende Palais im Großen Garten. Das Gebäude wurde in Abstimmung mit dem für die Planung der Gartenanlage beauftragten Johann Friedrich Karcher und dem Chef des Bauwesens Wolf Caspar von Klengel erbaut.
Die 1678 bis 1683 errichtete Alte Börse in Leipzig wird Starcke aus stilistischen Gründen zugeschrieben. Seine Rolle ist nicht gesichert.
Um 1685 baute er sein Wohnhaus (Landhausstraße 13) um, das auf der Straßenseite und auf der Gartenfassade eine reiche Stuckverzierung erhielt.
Starcke werden weitere Bürgerhäuser in Dresden zugeschrieben, u. a. das heute wiederaufgebaute Haus Rampische Straße 9.

## Nachleben
In Dresden wurde ihm zu Ehren im Großen Garten der entlang des Carolasees und der Kanalkette zum Neuteich führende Georg-Starcke-Weg benannt.